# Onciale 096
- Papyrus
- Onciale
- Minuscules
- Lectionnaire

Le Codex 096, portant le numéro de référence 096 (Gregory-Aland), α 1004 (Soden), est un manuscrit sur parchemin écrit en écriture grecque onciale.

## Description
Le codex se compose de deux folios. Il est écrit en deux colonnes, de 26 lignes par colonne. Les dimensions du manuscrit sont 29 x 22 cm. Les paléographes datent ce manuscrit du VIIe siècle. C'est un palimpseste, le texte postérieur est en géorgien et date du Xe siècle. 
C'est un manuscrit contenant le texte incomplet des Actes des Apôtres (2,6-17; 26,7-18). 
Le manuscrit a été découvert par Constantin Tischendorf.
Texte
Le texte du codex représenté est de type mixte. Kurt Aland le classe en Catégorie III.
Lieu de conservation
Il est actuellement conservé à la Bibliothèque nationale russe (Gr. 19), à Saint-Pétersbourg,.